# Томас Гејнсборо
Томас Гејнсборо (енгл. Thomas Gainsborough; 14. мај 1727, (крштен) Садбери − 2. август 1788, Лондон) био је енглески сликар рококоа. Био је најзначајнији британски сликар портрета и пејзажа 18. века. 
Школујући се код Ибера Франсое Гравлоа био је инспирисан француским сликарством рококоа, али и холандским, односно фламанским натуралистичким барокним сликарством, што нарочито важи за његове пејзаже. Из финансијских разлога временом је све више запостављао пејзажно сликарство и посвећивао се портрету. Добијао је многобројне поруџбине од високог грађанског слоја и сеоског племства. Упркос виртуозној техници, Гејнсборови портрети целих фигура деловали су помало укочено, будући да је при довршавању слика у атељеу користио лутке као моделе. Године 1768. био је један од оснивача „Краљевске академије” (енгл. Royal Academy). Године 1774. преселио се из Бата у Лондон, да би 1780. био позван као сликар на краљев двор. У позном стварању сликао је жанр слике са призорима из обичног сеоског живота.

## Галерија
- Господин и госпођа Ендруз (1750)
- Велики пејзаж (1760)
- Дечак у плавом (1770)
- Госпођа Гејнсборо (1778)